# Fluorid zirkonatý
Fluorid zirkonatý je anorganická sloučenina s chemickým vzorcem ZrF2.

## Příprava
Fluorid zirkonatý lze připravit působením atomárního vodíku na tenké vrstvy fluoridu zirkoničitého při teplotě přibližně 350 °C.

## Vlastnosti
Fluorid zirkonatý tvoří černé krystaly v ortorombické soustavě s parametry mřížky a = 0.409 nm, b = 0.491 nm, c = 0.656 nm.
Fluorid zirkonatý se snadno vznítí a hoří za vzniku oxidu zirkoničitého.
Fluorid zirkonatý disproporcionuje při zahřátí na 800 °C:
2 ZrF2 → ZrF4 + Zr